# Croix d'Eneko Arista

Croix d'Eneko Arista telle qu'elle est représentée sur les armes d'Aragon.

La Croix d'Eneko Arista, ou d'Iñigo Arista, est le nom d'une figure héraldique aragonaise. Elle représente une croix pattée fichée, c'est-à-dire une croix dont les bras s'élargissent et dont la base est munie d'une pointe pour permettre de la ficher en terre.
Elle porte le nom d'Eneko Arista, le premier roi des Vascons de Pampelune, au IXe siècle.
Sur champ d'azur, elle figure au second quartier du blason de la communauté autonome d'Aragon, et sur le drapeau d'Aragon.

## Bibliographie

Le blason de la communauté autonome d'Aragon porte au second quartier la croix d'Eneko Arista.